# Okres Strzyżów
Okres Strzyżów (polsky Powiat strzyżowski) je okres v polském Podkarpatském vojvodství. Rozlohu má 503,36 km² a v roce 2019 zde žilo 61 386 obyvatel. Sídlem správy okresu je město Strzyżów.

## Gminy
Městsko-vesnická:
- Strzyżów

Vesnické:
- Czudec
- Frysztak
- Niebylec
- Wiśniowa

## Město
- Strzyżów